# Apiloscatopse collaris
Apiloscatopse collaris är en tvåvingeart som först beskrevs av Axel Leonard Melander 1916.  Apiloscatopse collaris ingår i släktet Apiloscatopse och familjen dyngmyggor. Inga underarter finns listade i Catalogue of Life.